# Chondracanthus shiinoi
Chondracanthus shiinoi is een eenoogkreeftjessoort uit de familie van de Chondracanthidae. De wetenschappelijke naam van de soort is voor het eerst geldig gepubliceerd in 1963 door Yamaguti.